# Élection présidentielle américaine de 2008 dans le Wyoming
L'élection présidentielle américaine de 2008 dans le Wyoming a lieu le 4 novembre 2008 comme dans les 49 autres États ainsi que le district de Columbia. Les électeurs choisissent des grands électeurs pour les représenter dans le collège électoral à travers un vote populaire. Le Wyoming possède en 2008 3 grands électeurs. L'État donne tous ses grands électeurs au candidat du Parti républicain John McCain. 
Le candidat vainqueur de ce scrutin dans tout le pays sera néanmoins le candidat démocrate Barack Obama, qui occupera présidence des États-Unis du 20 janvier 2009 au 20 janvier 2017, ayant été réélu en 2012.  